# 黃基固
黃基固（？—1646年），字九鼎，南陽府桐柏縣人，明朝、南明政治與軍事人物。

## 生平
黃基固是恩貢出身，獲授蒲臺縣丞，轉任長寧及信豐知縣，在任時果斷精明。永曆帝即位，陞為湖廣道監察御史，巡按高廉。清兵攻到，他和洪天擢力守雷州，但無法支撐下逃走；很快他再次攻打雷州事敗，監紀推官吳起陽、陳志，大總李子蒙，二總陳興元都戰死。隆武二年（1646年）十二月，黃基固被擒殺。

## 引用
1. 1 2  錢海岳《南明史·卷六十二·列傳第三十八》：黃基固，字九鼎，桐柏人。恩貢。授蒲臺縣丞，遷長寧知縣，調信豐。剛決精明。昭宗即位，擢湖廣道御史，巡按高廉。
2. ↑  錢海岳《南明史·卷六十二·列傳第三十八》：清兵至，與洪天擢力守雷州，不支走。尋再攻雷敗績，監紀推官吳起陽、陳志，大總李子蒙，二總陳興元戰死。隆武二年十二月，基固被執死。